# 瓦茨拉夫二世
瓦茨拉夫二世 Václav II.（1271年9月27日—1305年6月21日）普热米斯尔王朝的波希米亚国王，1278年至1305年在位。
瓦茨拉夫二世为普热米斯尔·奥托卡二世之子。在奥托卡二世于杜恩克魯特戰役阵亡后，7岁的瓦茨拉夫二世继承了波希米亚王位，由勃兰登堡藩侯奥托五世摄政。由于他父亲的失败，普热米斯尔王朝的绝大部分领地（包括奥地利、施蒂里亚和克恩滕）都被哈布斯堡王朝和其他德意志诸侯瓜分。
瓦茨拉夫二世在衰落的波希米亚巩固了王权。1300年，他进行货币改革，建立全国唯一的铸币厂。为支持其子瓦茨拉夫与安茹的查理（即后来的匈牙利国王查理一世）争夺匈牙利王位，瓦茨拉夫二世于1301年对法国发动匈牙利王位继承战争，瓦茨拉夫雖然登上匈牙利王位，但他返回波希米亞，只派大臣代理匈牙利事務。1300年，瓦茨拉夫二世藉由與波蘭皮雅斯特王朝聯姻，当选为混乱的波兰王国的国王，但他在波蘭嚴厲的集權政策，使他很快失去了原先波蘭諸侯的所有支持。1305年，瓦茨拉夫二世逝世，由其子瓦茨拉夫三世繼位。

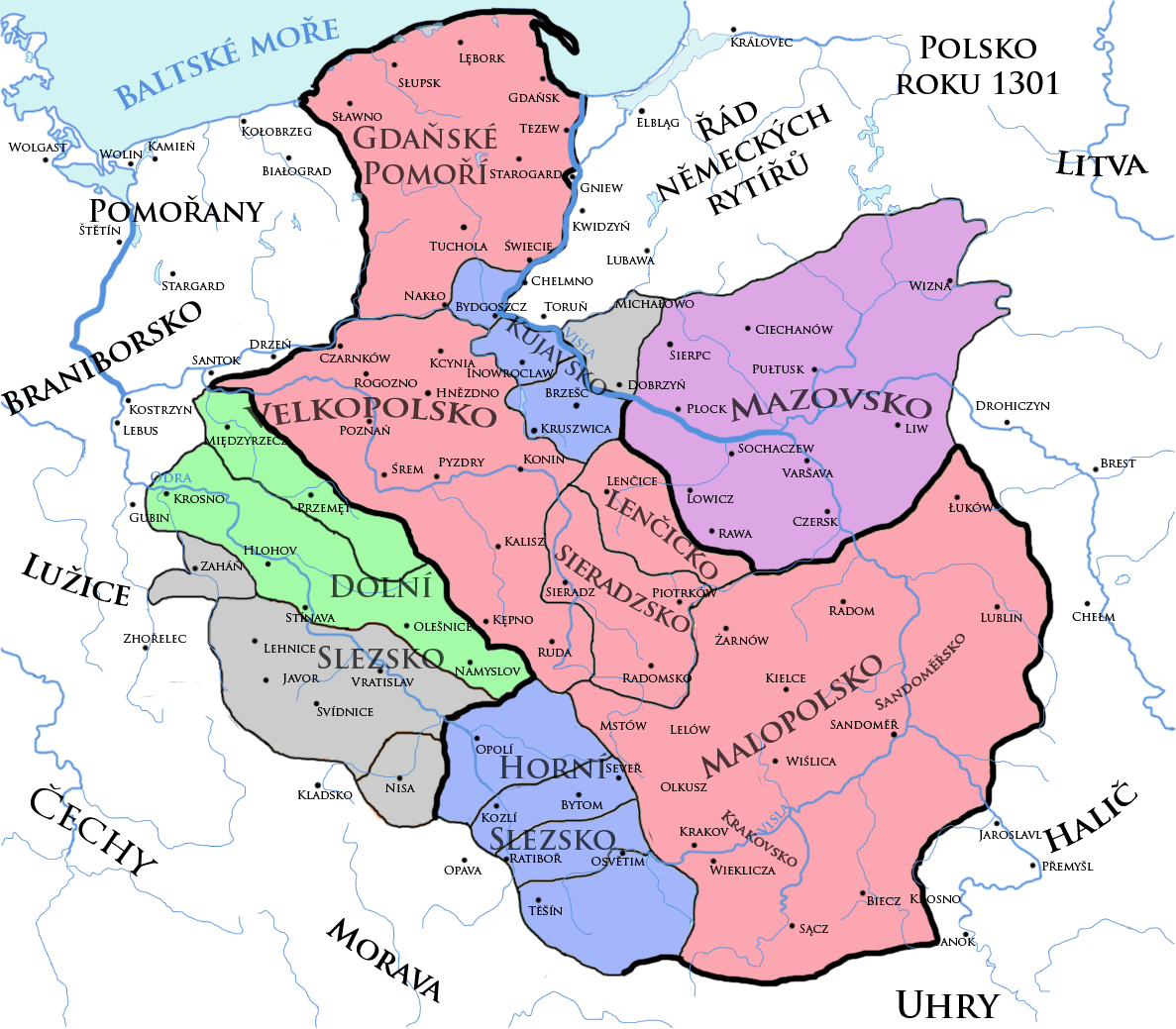
1300-1305年瓦茨拉夫二世短暫兼領的波蘭王國：直接控制的領地為紅色；綠色、灰色與藍色南區則大部分是併入他本家波希米亞王國的西里西亞

2005年6月捷克票選「最偉大的捷克人」（Největší Čech）中，他排名第68。

## 家庭
1285年，瓦茨拉夫與哈布斯堡的茱蒂絲結婚，兩人共有1子3女：
1. 瓦茨拉夫（1289年—1306年）
2. 安娜（英语：Anne of Bohemia (1290–1313)）（1290年—1313年）
3. 艾莉絲卡（1292年—1330年），神聖羅馬皇帝查理四世的母親
4. 瑪克塔（英语：Margaret of Bohemia, Duchess of Wroclaw）（1296年—1322年），與波列斯瓦夫三世結婚

茱蒂絲於1297年去世。1300年，瓦茨拉夫與波蘭的伊莉莎白·里基莎結婚，兩人的獨女安妮絲卡於1305年出生。
| 瓦茨拉夫二世 普熱米斯爾王朝出生于：1271年9月27日逝世於：1305年6月21日 | 瓦茨拉夫二世 普熱米斯爾王朝出生于：1271年9月27日逝世於：1305年6月21日 | 瓦茨拉夫二世 普熱米斯爾王朝出生于：1271年9月27日逝世於：1305年6月21日 |
| 統治者頭銜                                                            | 統治者頭銜                                                            | 統治者頭銜                                                            |
| --------------------------------------------------------------------- | --------------------------------------------------------------------- | --------------------------------------------------------------------- |
| 前任者： 奥托卡二世                                                   | 波希米亞國王 1278～1305                                               | 繼任者： 瓦茨拉夫三世                                                 |
| 前任者： 普熱梅斯瓦夫二世                                             | 波蘭國王 1300～1305                                                   | 繼任者： 瓦茨拉夫三世                                                 |

1. ↑  . Královská cesta.   [11 July 2013]. （原始内容存档于24 September 2019）.